# Einar Schwartz-Nielsen
Einar Schwartz-Nielsen (ur. 3 października 1883 w Randers, zm. 10 marca 1939 we Frederiksbergu) – szermierz reprezentujący Danię, uczestnik letnich igrzysk olimpijskich w Londynie w 1908 roku.